# Château Sterckshof
Le château de Sterckshof est situé dans le district de Deurne à Anvers en Belgique. Il abrite le Musée de l'orfèvrerie Sterckshof de la province d'Anvers. Construit à l'emplacement d'un ancien château ou d'une ancienne demeure, le bâtiment actuel est issu d'une rénovation des années 1920. 

## Histoire
Le château Sterckshof se situe à environ 6 km à l'Est du centre d'Anvers. Il est situé à une altitude de 3 m. Dès le XIIIe siècle, le site du château actuel est occupé par une ferme fortifiée, entourée d'un fossé. Elle est probablement utilisée pour défendre un pont de bois proche sur la rivière Grote Schijn.
En 1523, il est décrit comme une ferme comportant une maison, une brasserie, des douves, des étangs, une poissonnerie, etc. Il est racheté la même année par Gérard Sterck. À la cathédrale d'Anvers, celui-ci est décrit comme un chevalier, seigneur de Busquoy, Wyneghem, Casterlé et Hooft-Vundere. Il s'agit également d'un marchand, d'un banquier et d'un conseiller secret de l'empereur Charles Quint. 
Sterck érige des bâtiments pittoresques comprenant un château, des tours et des tourelles, et nomme l'ensemble Sterckhof, nom conservé depuis. Un autre propriétaire, Jacob Edelheer, meuble le château avec des collections d'art et des collections scientifiques.
Contrairement aux autres châteaux d'Anvers, le château Sterckshof n'est pas détruit pendant les guerres des XVIe et XVIIe siècles, mais il est négligé au cours d'un litige entre les héritiers de son propriétaire Jacob van Lemens, mort sans enfant en 1664. 
À partir de 1693, Sterckshof est détenu par les Jésuites de Lierre, mais le château est endommagé ou continue à se détériorer au cours de la guerre de Succession d'Autriche (1740-1748). Après la dissolution de l'Ordre des Jésuites, le domaine est vendu en 1776 au banquier Jan Baptiste Cogels, qui le fusionne avec son domaine Ter Rivieren. Dans les années 1880, les bâtiments, longtemps inhabités, ne sont plus que des ruines.

## Bâtiments actuels
En 1921, la Province d'Anvers rachète le domaine Ter Rivieren, dont fait partie le château Sterckshof. Il ne demeure alors que l'étage d'une tour, le portail d'entrée et quelques dépendances délabrées. En 1922, l'architecte J.A. Van der Gucht présente des plans en vue d'une reconstruction. À l'aide de photos anciennes et de découvertes archéologiques, dans les années 1930, le bâtiment est reconstruit. La reconstruction de l'édifice, avec ses briques rouges, des tourelles et des cours entourés de jardins à la française, eux-mêmes entourés par un fossé, donne l'impression au château d'appartenir aux riches demeures du XVIe siècle.
La municipalité de Deurne refuse d'utiliser le bâtiment comme hôtel de ville. En 1926, l'idée de l'utiliser pour les services techniques de la province est explorée puis rejetée, le bâtiment n'étant pas adapté. L'idée de l'utiliser comme laiterie est également rejetée. En 1934, une association est créée afin de fonder un musée de la civilisation flamande. Le château Sterckshof est transféré à l'association le 21 mai 1938, date à laquelle il est immédiatement ouvert au public. Joseph De Beer, conservateur honoraire, emménage dans la maison et commence l'acquisition de ce qui est devenu un vaste ensemble d'archéologie, d'histoire naturelle, d'ethnologie et d'art.
À partir de 1951, l'état commence à financer le musée. Lorsque de Beer meurt en février 1953, l'association originelle est liquidée et le château est alors pris en charge par la Province d'Anvers. il héberge tout d'abord le musée de l'artisanat d'art de la Province, puis le musée d'orfèvrerie. Il aborde les différentes techniques de travail du métal, et ses usages religieux et domestiques, et comprend également un atelier d'orfèvre.
Le musée comprend des marchandises belges en argent et en étain du XVIe siècle jusqu'à nos jours, 
ainsi que quelques meubles anciens.

## Galerie

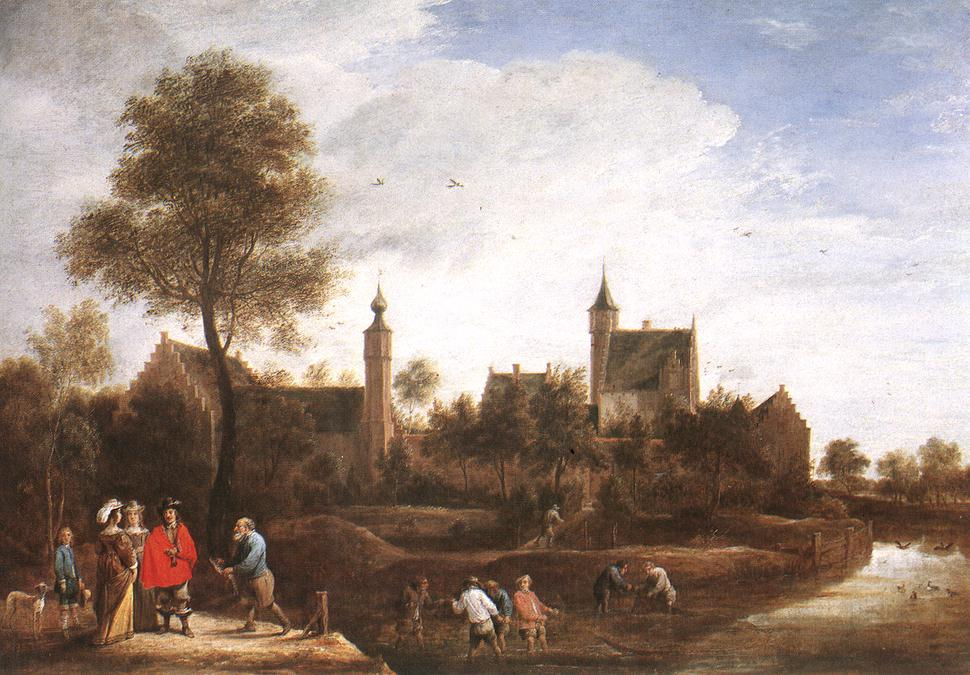
David Teniers le Jeune, Vue côté jardin du château Sterckshof, 1650, Londres, National Gallery
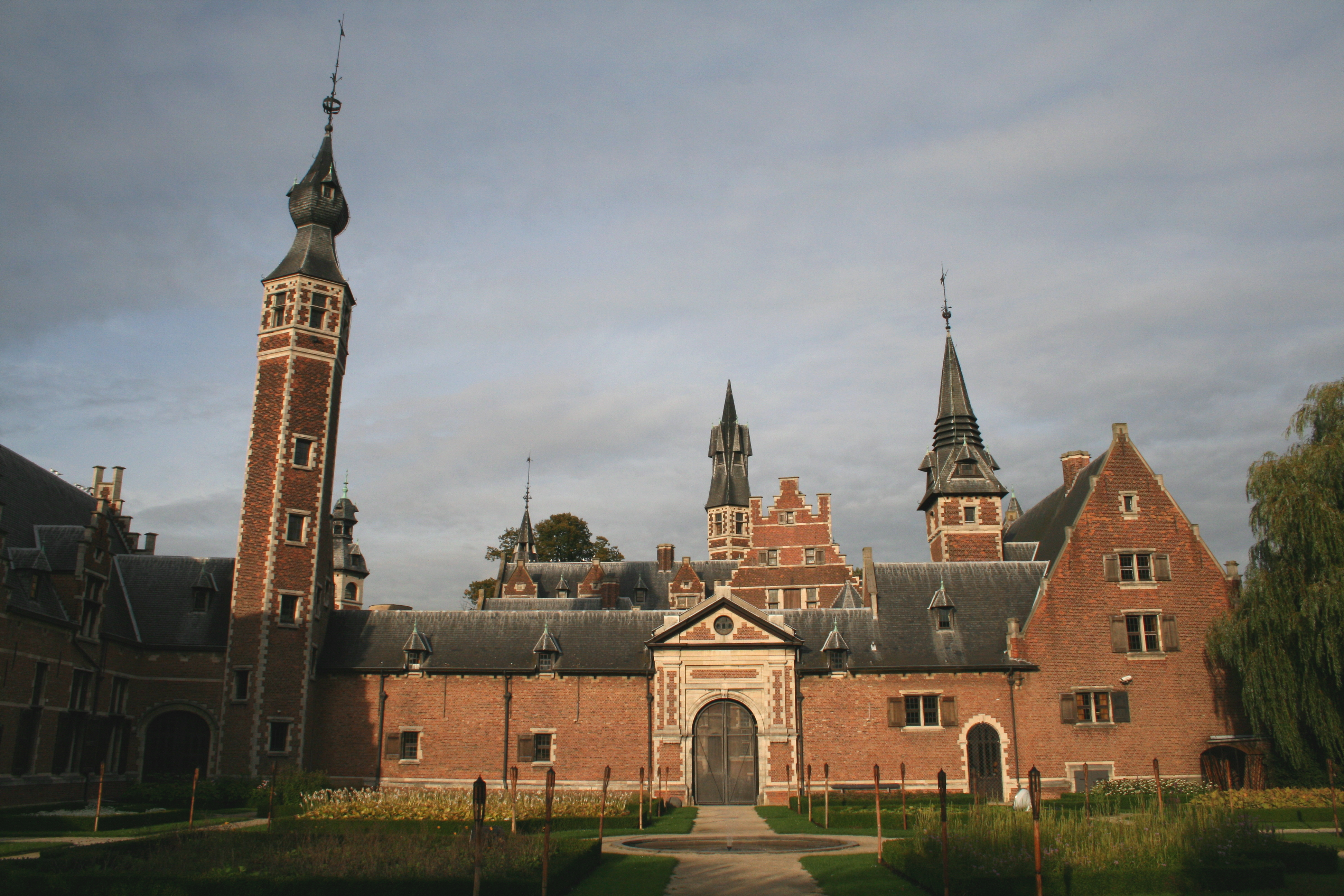
Provinciaal Museum Kunstambachten, Sterckshof
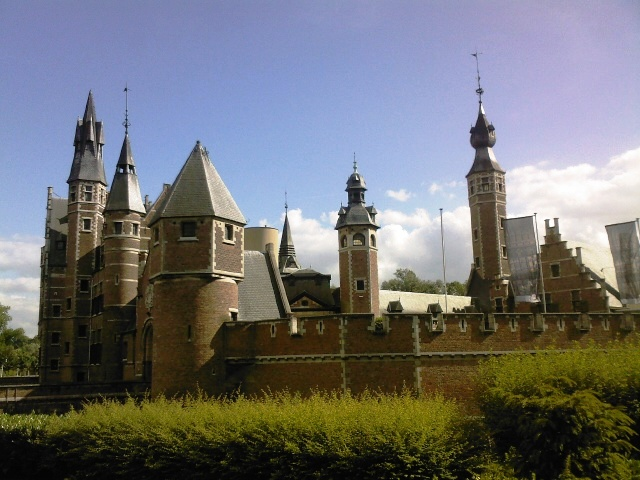
2008
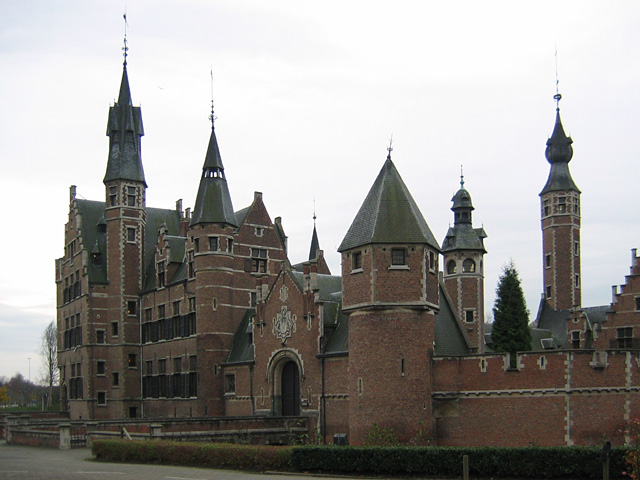
2006
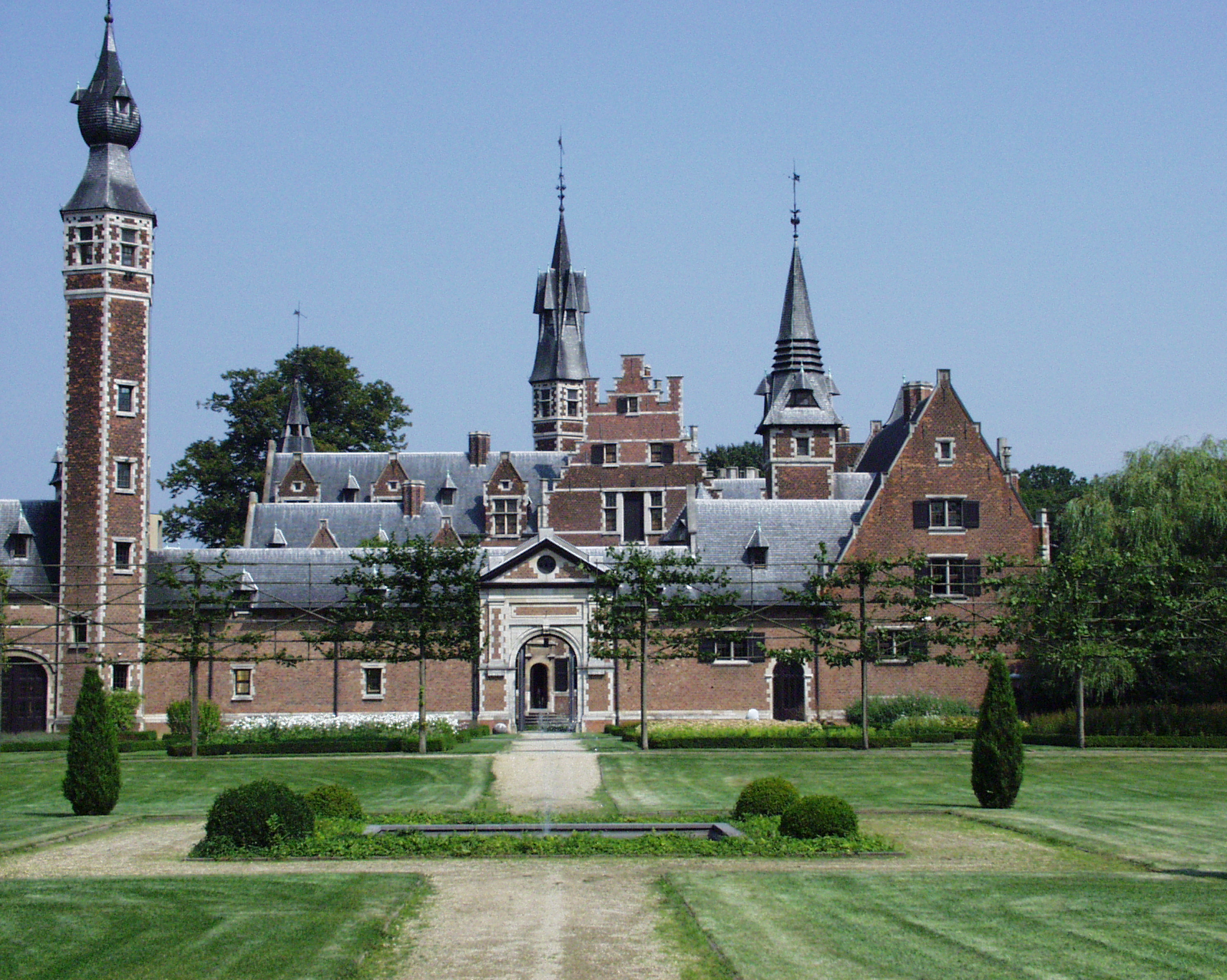
2009
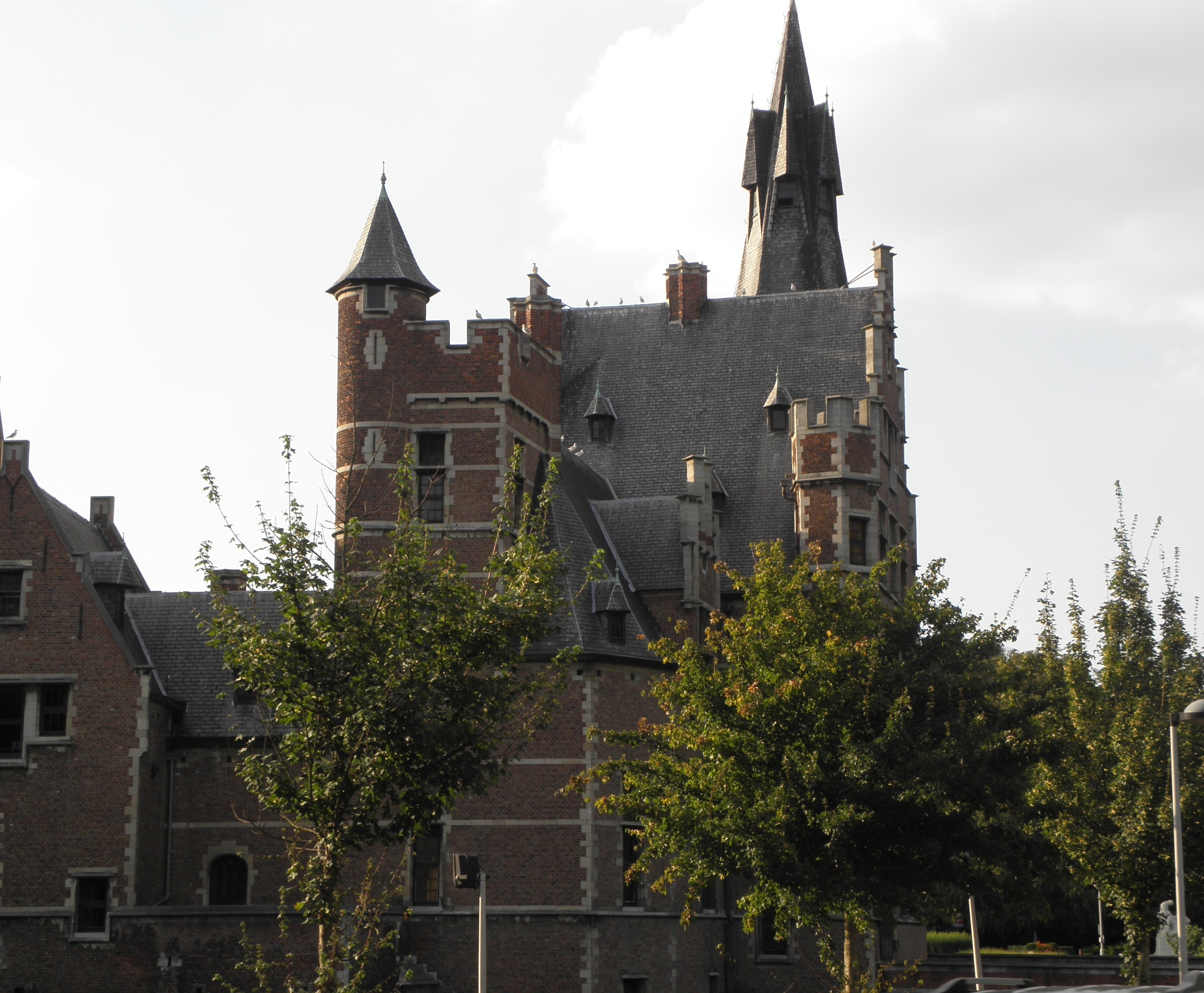
Septembre 2011